# Joodse begraafplaatsen (Eindhoven)
In Eindhoven bevinden zich vandaag de dag nog een tweetal Joodse begraafplaatsen:
- Stadsdeel Woensel, nabij Station Eindhoven Strijp-S
- Terrein Psychiatrisch Ziekenhuis de Grote Beek

Met zekerheid is er een Joodse begraafplaats geweest in Tongelre.
Verder zijn er in de omgeving van Eindhoven nog een drietal plaatsen waarvan men aanneemt dat er in het verleden een Joodse begraafplaats is geweest, te weten: Eersel, Budel en Aarle-Rixtel.

## Huidige joodse begraafplaatsen in Eindhoven

### Woensel

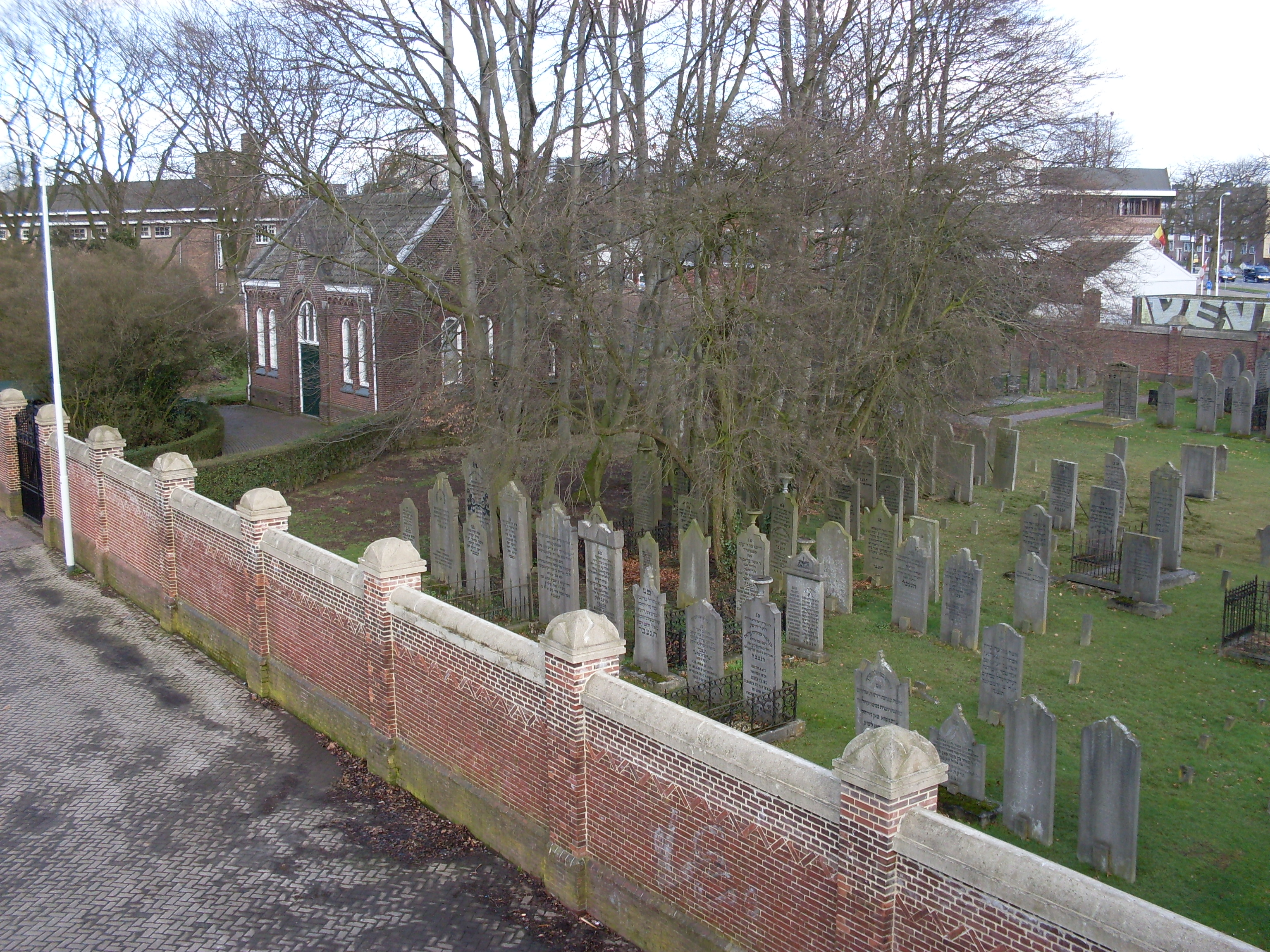
De Joodse begraafplaats van Eindhoven-Woensel is omgeven door een metershoge muur.

De Joodse begraafplaats in Eindhoven bevindt zich in het stadsdeel Woensel. De plaats op de heide in Woensel waar tot dan leden van de Joodse natie werden begraven werd 'op Maandag 7 October 1771 namens sijne Hoogheid Den Heere Prince van Orange en Nassau Etc Etc Etc. by Provisie en tot wederroepens toe goedgevonden.'
De begraafplaats heeft tegenwoordig de status van Rijksmonument. Er staan 330 grafstenen.
Het was Joden vroeger verboden om zich in Eindhoven te vestigen. Ze mochten er zelfs niet overnachten. Daarom sommeerde Stadhouder Willem V in 1772 om aan deze praktijk een einde te maken. De Joden werden echter pas in 1796 gelijkberechtigd aan andere burgers. Het oorspronkelijke verbod leidde ertoe dat Joden zich vestigden in de omliggende dorpen en men kende Joodse begraafplaatsen en synagogen in Helmond en Tongelre.
In Woensel werd in 1771 de Joodse begraafplaats gelegaliseerd. Deze bevindt zich direct ten noorden van het huidige Station Eindhoven Strijp-S, aan de Groenewoudseweg. Op deze ommuurde begraafplaats is een gebouwtje uit 1910 te vinden. Dit is een metaheerhuis. Ook de muur is uit 1910. De oudste graven dateren uit de eerste helft van de 19e eeuw. 
Tussen 1854 en 1945 werden de graven aangeduid met nummerpaaltjes voorzien van Hebreeuwse karakters. De meeste graven hebben natuurstenen zerken, en de oudste hebben enkel een Hebreeuws opschrift, terwijl daar enkel de Joodse jaartelling werd gehanteerd. Latere graven hebben opschriften in het Hebreeuws en het Nederlands, met data volgens de tegenwoordig gebruikelijke gregoriaanse kalender.
Sommige plaatsen zijn bestemd voor de kohaniem of priesterklasse.
De begraafplaats is goed te zien vanaf Station Eindhoven Strijp-S, maar is zelf niet toegankelijk.

### Grote Beek
Op het terrein van Psychiatrisch Ziekenhuis de Grote Beek aan de Boschdijk is een begraafplaats gelegen, die werd gebruikt voor patiënten en personeel van het ziekenhuis. Mensen werden strikt gescheiden begraven op geloofsovertuiging en zodoende is er een apart Joods deel met twee graven. Deze zijn van:
- Jehozia Levis Messcher (overleden 16 april 1930 op 71-jarige leeftijd)
- Jacques Nathan Braadbaart (geboren te Dordrecht 6 april 1899 overleden 3 maart 1939).

Er zouden meer Joden begraven zijn (ca. 25), maar voor hen is er geen grafsteen (meer).
De begraafplaats is heel lang in de vergetelheid geraakt. In vroeger tijden werden mensen met een psychiatrische aandoening vaak verstoten door hun familie. Men schaamde zich voor zijn of haar 'gekke familielid' en gaf liever geen luid gerucht aan hun bestaan, ook niet bij hun overlijden. Veel mensen werden zelfs anoniem begraven in een graf dat werd gemarkeerd met een nummer.
De begraafplaats is geïnventariseerd. Alle begraven mensen, in totaal meer dan 1800, kregen hun naam terug op een monument dat eind 2008 werd onthuld.

## Voormalige Joodse begraafplaatsen in Eindhoven

### Tongelre
Tongelre was vroeger een plaats in Peelland, door de Dommel gescheiden van de stad Eindhoven en de zogenaamde Prinsendorpen Woensel, Gestel, Strijp, en Stratum. Op de plaats waar nu een bos ligt aan de Eisenhowerlaan werden vanaf circa midden 18e eeuw Joden begraven. In het begin van de 19e eeuw vertrokken de Joden uit Tongelre en werd er nog maar zelden begraven op de begraafplaats. In de loop van de 20e eeuw verdwenen de aanwezige grafzerken. In de jaren 50 moest de begraafplaats wijken voor een nieuw aan te leggen weg en werden de stoffelijke resten herbegraven in Woensel. In 1962 werd de grond verkocht aan de gemeente Eindhoven.

## Waarschijnlijke Joodse begraafplaatsen nabij Eindhoven
Halverwege de 18e eeuw begonnen de Joden zich in omgeving van Eindhoven te vestigen. Er was in die tijd weinig structuur in de vorm van een Joods kerkgenootschap zoals we dat nu kennen. Gemeenten gaven vaak toestemming aan de Joden om hun doden op een afgelegen plaats te begraven. Begrafenisregisters bestonden nog niet en grafstenen waren erg duur, zodat graven slechts met een eenvoudige zwerfkei werden gemarkeerd. Wanneer niemand zich meer om een Joodse begraafplaats bekommerde raakte deze snel in de vergetelheid. Zodoende worden de volgende drie plaatsen genoemd als een plaats waar hoogstwaarschijnlijk een Joodse begraafplaats is geweest, maar waarvoor sluitende bewijzen ontbreken.

### Eersel
Verschillende archiefstukken maken melding van een Joodse begraafplaats in het dorp Eersel. De oudste vermelding is uit 1805, waarin de gebroeders Jonas en Meijer Samuel als eigenaar staan van de Joodse begraafplaats aan de "Noordhoek". In de periode 1790-1848 zouden er 26 mensen begraven kunnen zijn, maar het is onduidelijk of dat ook echt is gebeurd. De genoemde plaats ligt thans in een bos en is omgeven door een greppel, prikkeldraad en bomen.

### Aarle-Rixtel
Aarle-Rixtel heeft met zekerheid enige Joodse inwoners gehad in de 18e eeuw. Waar zij hun doden begroeven is staat echter niet onomstotelijk vast. Er wordt gesproken van een "Smousenbult" ('smous' is een minder aardige benaming voor een Jood en een bult is een heuvel). Aangenomen wordt dat de gemeente de Joden indertijd toestond hun doden te begraven op een afgelegen plaats, maar dat er door het ontbreken van een begrafenisregister geen overlevering is van wie er waar is begraven. Er zijn ook Joden uit Aarle-Rixtel in Woensel begraven en wellicht ook in Tongelre, maar gezien de afstand was aldaar begraven niet praktisch. Naar verluidt is er bij het bouwen van een schuur nabij de Smousenbult een steen gevonden met onleesbare tekens. Dit zou natuurlijk een Joodse grafsteen geweest kunnen zijn. Echter, zonder bewijzen blijft het slechts bij een verhaal. Over de Smousenbult is later een weg aangelegd.

### Budel
In Budel hebben Joden gewoond vanaf de laatste jaren van de 18e eeuw, tot circa 1830. Waarschijnlijk begroeven zij hun doden op een plaats die bekendstond als de "Jodenboom'", die was gelegen ten westen van Budel. Er zijn enkele gevallen van grove grafschendingen bekend uit die tijd, hetgeen als bewijs mag gelden dat er werkelijk een Joodse begraafplaats is geweest. In 1837 werd een perceel dennenbos, dat als "Jodenkerkhof" bekend was, door de gemeente verkocht aan een particulier. Dit kon gebeuren doordat er geen Joden meer in Budel woonden en de begraafplaats vergeten raakte.